# Krautreporter
Krautreporter — немецкоязычный онлайн-журнал, созданный в октябре 2014 года по образцу голландского портала De Correspondent. Декларируемая цель издания — возрождение аналитической онлайн-журналистики. Сайт финансируется напрямую подписчиками, что является редкостью в немецком медийном пространстве.

## Название
Название онлайн-издания построено на ассоциациях. Слово «Kraut» во времена мировых войн использовалось в англоговорящей среде как собирательное уничижительное обозначение немецких солдат (русским аналогом могут служить «фрицы» и т. п.). Основанием для такого обозначения считается стереотипное представление о любви немцев к кислой капусте (Sauerkraut, сокращенно Kraut).
Сами журналисты объясняют происхождение названия иначе, обыгрывая сходство звучания английского слова crowd (толпа) и немецкого Kraut: «Вы — толпа (Crowd), мы — репортеры. Вместе мы — Krautreporter».

## Идея
Рекламная кампания по сбору пожертвований на основание сайта проходила в начале 2014 года под лозунгом: «Онлайн-журналистике пришел конец. Мы хотим возродить её». Журналисты апеллировали к тому, что ставка на скорость подачи информации в интернет-журналистике приводит к поверхностности, не собирались конкурировать с ежедневными изданиями и обещали больше ориентироваться на желания подписчиков и меньше — на число просмотров статей (основной показатель для онлайн-изданий).
В 2016 году Себастьян Эссер пояснил, что журналисты «никогда не претендовали на то, чтобы заново изобретать онлайн-журналистику», а собирались исследовать ещё не освещенные темы и писать качественные аналитические статьи. С помощью альтернативной финансовой модели создатели хотели сделать сайт независимым от рекламы или крупных издательств и акцентировать внимание на прямом контакте читателей с авторами.

## Финансирование
За образец финансирования Krautreporter был взят экономически и публицистически успешный проект — голландский сайт De Correspondent, спонсируемый напрямую читателями и запущенный в конце 2013 года. Издание специализируется на журналистских расследованиях и аналитических материалах.
Krautreporter, в отличие от многих американских краудфандинг-проектов (в том числе Spot.us), предоставляющих читателям возможность оплатить лишь отдельный материал, искал спонсоров, готовых финансировать проект целиком, и неопределенность будущего интернет-портала создавала определенные трудности. Для запуска и поддержки сайта в течение одного года требовалось 15 000 подписчиков и €900 000 (то есть, годовая абонентская плата составляла €60), цель была достигнута к 13 июня 2014 года. К ноябрю 2014 сайт имел около 16 700 подписчиков, к марту 2015 — 18 000. На данный момент актуален вопрос о продлении подписки, и, по подсчетам редакции, на это согласна примерно половина читателей (абсолютные значения не оглашаются). Издатель оценивает такую ситуацию как «нормальную».
С октября 2015 года статьи на сайте стали предоставляться только подписчикам и на платной основе (с возможностью бесплатно «подарить» материал по электронной почте в виде действительной 48 часов ссылки). Редакция обосновала изменения просьбами подписчиков, а также желанием предоставлять дополнительные услуги: эксклюзивные статьи, аудио, электронные книги, посещение мероприятий.
В 2016 году начинается преобразование Krautreporter в товарищество, на что предполагается инвестировать €81 350. На 1 января число присоединившихся вкладчиков составило 245 человек. Для уменьшения убытков от превышения расходов издания (€365 000) над доходами (€325 000) необходимо, чтобы в формируемом товариществе участвовали, по крайней мере, 400 человек с минимальными вкладами по €250. Экономический план предполагает выход на полную окупаемость к третьему финансовому году.

## Организация работы
Krautreporter позиционирует себя как общественно-политическое и экономическое издание, публикующее «истории, оставшиеся за пределами новостей, оставляя время для детального, скрупулезного и добросовестного исследования». Издание не придерживается определенной политической идеологии.
Изначально редакция издания состояла из 25 человек с частичной занятостью (минимум 1 статья в неделю) и зарплатой 2-2,5 тысячи евро в месяц, позднее число сотрудников увеличилось.
Krautreporter принципиально предоставляет авторам полную свободу выбора тем. В 2014 году сотрудники издания относили свои работы к следующим разделам: общество, питание, наука, спорт, феминизм и культура, Нью-Йорк и технологии, популярная и сетевая культура, репортаж из-за границы, культура, политика, медиа, Голливуд и Силиконовая долина, торговля, Африка, мастера кинематографа и фотографии, IT и стартапы, оборонная политика и политика безопасности.

## Критика
Работа онлайн-издания подвергается критике по трем основным направлениям.
Во-первых, неоднократно отмечалось преобладание формы над содержанием, в результате чего редакцию покинули некоторые журналисты. Акцент на апробацию новой бизнес-модели часто перекрывал отсутствие общей редакционной идеи: «Мы мало заботились об определении того, о чём и как мы хотим писать». Себастьян Эссер, напротив, называет именно форму главным конкурентным преимуществом издания, особо отмечая ориентацию на запросы подписчиков.
Во-вторых, вызывает претензии отсутствие конкретного тематического направления или определенного круга тем: серьезные политические темы должным образом освещаются не всегда, в то время как «материалы о дрессировке собак, положении проституток в Йоханнесбурге, работающем в тюрьме фотографе и валиках жира на боках» печатаются. Вышедший из команды Krautreporter в 2015 году Стефан Ниггемайер пишет: «Ответа на то, какого рода материалы [журналисты] хотят и должны писать, и каких статей могут ожидать от нас читатели, до сих пор нет. Нам, авторам, да и читателям, наверное, тоже, не хватает чего-то, что объединило бы все материалы».
Третья группа критических замечаний связана со способом оплаты контента, осуществляющейся только с помощью кредитной карты. Отмечается, что это автоматически исключает или отпугивает потенциальных читателей. Кроме того, процесс сопровождается переадресацией на страницы платежных ресурсов, причину которой администрация сайта не объясняет.
Бывшие сотрудники редакции отмечают сбои в работе оборудования и собственного программного обеспечения, на разработку которого пошла основная часть набранных средств. Также предъявляются претензии к минималистическому оформлению сайта, что приравнивается к непрофессионализму .

## Похожие проекты
Pew Research Center отмечает, что журналисты все чаще обращаются за финансовой поддержкой проектов напрямую к читателям: только на краудсорсинговой платформе Kickstarter за 9 месяцев 2015 года привлекли более $1,74 млн. Среди сходных немецкоязычных проектов, работающих по системе краудфандинга, можно выделить платформы «Correctiv» и «Deine Korrespondentin». Однако, в отличие от Krautreporter, они собирают деньги на конкретные расследовательские материалы.
Во Франции с 2008 года функционирует основанный бывшим главным редактором «Le Monde» Эдви Пленелем портал «Mediapart», собравший уже более 112 000 пользователей.
Читателями финансируются такие журналистские проекты, как издание Эндрю Салливана Daily Dish и блогера-исследователя Элиота Хиггинса (сайта Bellingcat).